# Raimundo II de Narbona
Raimundo II de foi um visconde de origem carolíngia que governou o viscondado de Narbona entre 1066 e 1067. O seu governo foi antecedido pelo de Berengário I e foi seguido pelo de Bernardo de Narbona. 
O nome de sua esposa não é conhecido, sendo que tiveram três filhos:
1. Bernardo [I] "Pelet" de Narbona;
2. Berengário de Narbona  (-após 1068);
3. Ricarda de Narbona (-após 1068).